# Golden Harvest
A Golden Harvest egy hongkongi filmstúdió, produkciós és disztribúciós vállalat, mely az első olyan hongkongi filmstúdió volt, amelynek filmjei hosszabb távon is sikeresek tudtak lenni külföldön. Az 1970-es és 80-as években uralta a hongkongi filmpiacot a bevételek tekintetében.

## Története
A céget Raymond Chow (鄒文懐) és Leonard Ho (何冠昌) filmproducerek alapították 1970-ben. Mindketten korábban Hongkong vezető stúdiójánál, a Shaw Brothersnél dolgoztak. A Shawnál megszokott centralizált megközelítés helyett a Golden Harvest független producerekkel is szerződött és nagyobb alkotói szabadságot hagyott a filmeseknek. A stúdió Bruce Lee szerződtetésével vált elismert céggé a szakmában. 1973-ban a stúdió szerződött a hollywoodi Warner Brothers-szel A sárkány közbelép című filmre.
A stúdió készítette Jackie Chan szinte összes filmjét, de Jet Li és Donnie Yen számos filmjét is ők jegyzik.
1994-ben a céget bejegyezték a hongkongi tőzsdén. 2004-ben Léj Ká-szing (Lei Gaa-sing) és az EMI részvényesei lettek a Golden Harvestnek. 2003-ban a cég visszavonult a filmkészítéstől, forgalmazásra és mozitermek igazgatására koncentráltak.
2007-ben Raymond Chow eladta a céget Vu Ko-po (Wu Kebo) kínai üzletembernek, aki az Orange Sky Entertainment Group tulajdonosa. 2009-ben a két cég egyesült, Orange Sky Golden Harvest néven. 2009-ben a cég bejelentette, hogy visszatér a filmkészítéshez.
A stúdió filmjei számos rekordot megdöntöttek a hongkongi filmiparban.
A cég Kínában, Hongkongban, Tajvanon és Szingapúrban is üzemeltet multiplex mozikat, összesen 29-et, 229 vetítőteremmel.

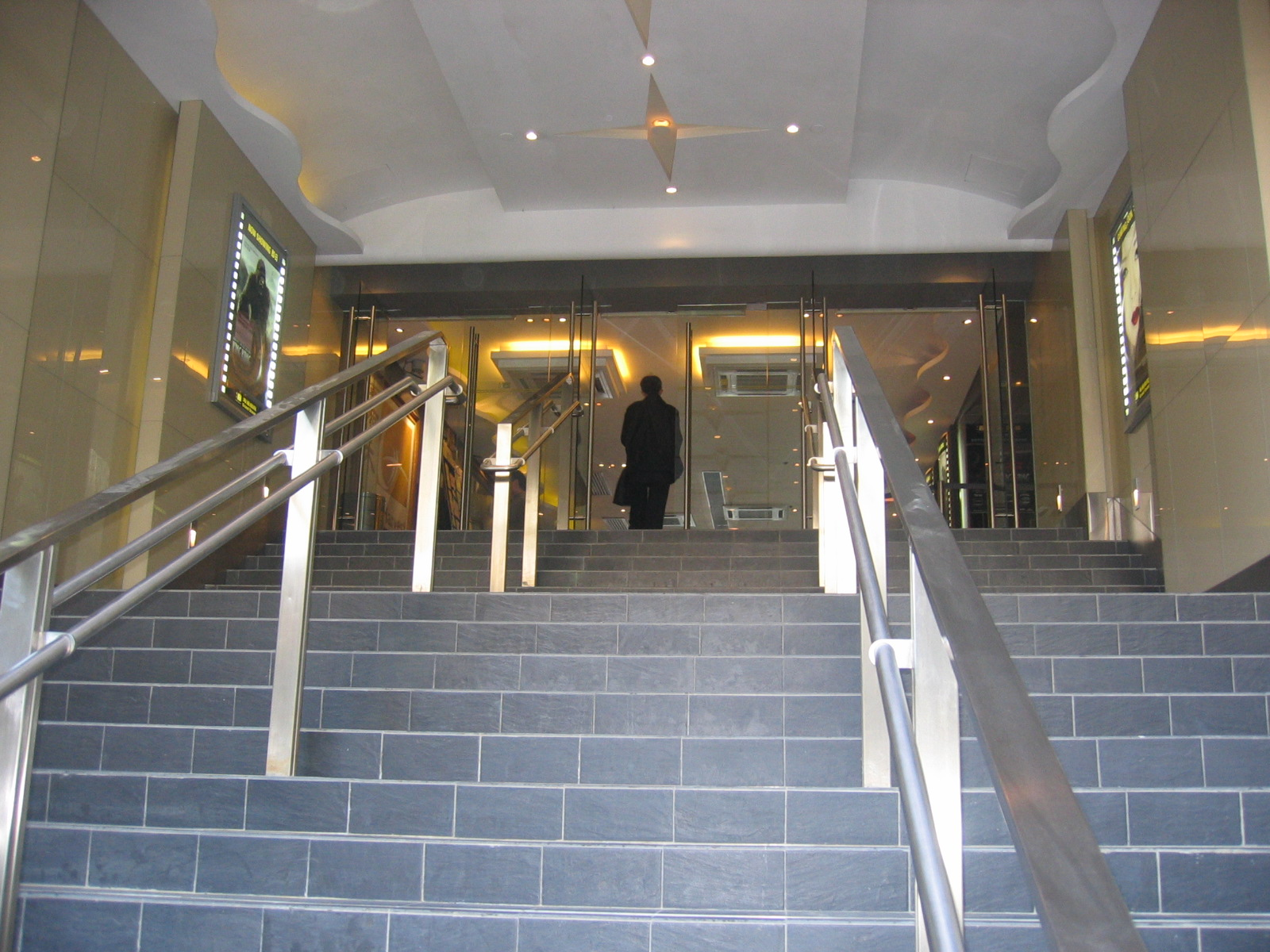
Golden Harvest Grand Ocean mozi bejárata, Hongkong

## Ismertebb filmjei
- A nagyfőnök
- A sárkány közbelép
- A Sárkány útja
- Balhé Bronxban
- Fong Sai-yuk
- Gördülő kungfu
- Jackie Chan: Újabb rendőrsztori
- Kínai történet
- Kínai történet 2.
- Kínai történet 3.
- Rendőrsztori
- Rendőrsztori 2.
- Rendőrsztori 3.
- Tomboló ököl

## Fordítás
- Ez a szócikk részben vagy egészben  a   Golden Harvest című angol Wikipédia-szócikk fordításán alapul.  Az eredeti cikk szerkesztőit annak laptörténete sorolja fel. Ez a jelzés csupán a megfogalmazás eredetét és a szerzői jogokat jelzi, nem szolgál a cikkben szereplő információk forrásmegjelöléseként.